# Malena Ernman
Malena Ernman, egentlig Sara Magdalena Ernman (født 4. november 1970 i Uppsala), er en svensk operasangerinde.
Malena Ernman er uddannet ved Kungliga Musikhögskolan i Stockholm, konservatoriet i Orléans og Operahögskolan i Stockholm. Hendes naturlige stemmeleje er som mezzosopran, og hun fik hurtigt stor succes, både i Sverige og på udenlandske scener. Blandt hendes roller kan nævnes som Cherubino i Figaros bryllup (Staatsoper, Berlin), Rosina i Barberen i Sevilla (Staatsoper, Berlin), titelrollen i Carmen (Kungliga Operan, Stockholm) og Zerlina i Don Giovanni (Staatsoper, Berlin). Hun har endvidere optrådt i Bruxelles, på Glyndebourne Festival, i Aix-en-Provence, Paris og Frankfurt.
Også som koncertsanger er Ernman efterspurgt, og hun har givet koncerter i blandt andet Tokyo, New York, Madrid, Rom, London og Los Angeles, og hun har sunget med dirigenter som Daniel Barenboim, Herbert Blomstedt og Esa Pekka Salonen. 
Malena Ernman er endvidere kendt for at bevæge sig i andre genrer end det klassiske repertoire. Således har hun arbejdet med musical, blandt andet med indspilning af Cabaret på plade, og ved det svenske Melodifestivalen 2009 deltog hun med sangen "La Voix", der endte med at vinde. Ved Eurovision Song Contest 2009 i Moskva repræsenterede hun dermed Sverige, og hun opnåede en 21. plads. Et efterfølgende dobbeltalbum bestående af ét album med arier og ét med popsange, La voix du Nord, indbragte hende platin i Sverige.
Hun har optrådt i Danmark, blandt andet ved en koncertaften under overskriften "Alfred Schnittke in Memoriam", 27. november 2009 i Konservatoriets Koncertsal med Sjællands Symfoniorkester. I de senere år har Ernman skåret markant ned for sine internationale engagementer, idet hun er meget engageret i kampen for at begrænse klimabelastningen, hvilket betyder, at hun så vidt muligt undgår at flyve.
Malena Ernman sidder endvidere i bestyrelsen for det svenske Folkoperan og i Kungliga Musikaliska Akademien.

## Privat
Hun er gift med skuespilleren Svante Thunberg og har to døtre. En af dem er klimaaktivisten Greta Thunberg.